# Nils Torbrügge
Nils Torbrügge (* 18. Juni 1992 in Bielefeld) ist ein ehemaliger deutscher Handballspieler.

## Karriere

### Verein
Nils Torbrügge begann im Jahr 2000 beim TSV Oerlinghausen mit dem Handball. Über die TG Lage kam er 2008 zu GWD Minden und spielte dort zunächst in der Jugend. Ab der Saison 2011/12 war der 1,94 Meter große Kreisläufer fester Bestandteil im Kader der ersten Mannschaft. Gleich im ersten Jahr gelang ihm mit Minden der Aufstieg in die 1. Bundesliga. Aufgrund seiner Abwehrstärke wird er vornehmlich in der Defensive eingesetzt und kommt in der Offensive nur sporadisch zum Einsatz. Im März 2015 wurde sein Vertrag erneut um zwei Jahre bis 2017 verlängert. Nach der Saison 2014/15 stieg er mit GWD in die 2. Bundesliga ab. Torbrügge wechselte im Sommer 2016 zum TuS N-Lübbecke. Mit Lübbecke stieg er 2017 in die Bundesliga auf. Ab der Saison 2018/19 stand er bei der HSG Wetzlar unter Vertrag. Ab dem Saisonbeginn 2020/21 stand Torbrügge beim Zweitligisten Wilhelmshavener HV unter Vertrag. Im Dezember 2020 verließ Torbrügge Wilhelmshaven und schloss sich dem Bundesligisten HSG Nordhorn-Lingen an. Im Jahr 2021 trat er mit der HSG Nordhorn den Gang in die Zweitklassigkeit an. Bei der HSG Nordhorn war er zusätzlich als Assistent der Geschäftsführung tätig. Nach der Saison 2021/22 beendete Torbrügge seine aktive Karriere und übernahm bei GWD Minden den Posten des Geschäftsführers.

### Nationalmannschaft

#### Jugend und Junioren
Torbrügge durchlief sämtliche Jugend- und Junioren-Auswahlmannschaften des DHB und erreichte unter anderem den vierten Platz bei der U-18-Europameisterschaft 2010. Bei der U-19-Weltmeisterschaft 2011 sowie der U-20-Europameisterschaft 2012 reichte es nur zum siebten Platz und bei der U-21-Weltmeisterschaft 2013 gar nur zu Platz elf.

#### Beachhandball
Torbrügge gehörte auch dem Kader der deutschen Beachhandball-Nationalmannschaft für die Europameisterschaft 2015 in Lloret de Mar (Spanien) an.

## Erfolge
- Aufstieg in die 1. Bundesliga mit GWD Minden 2012, 2016
- Aufstieg in die 1. Bundesliga mit TuS N-Lübbecke 2017

## Saisonstatistiken
| Saison  | Verein     | Spiele | Tore | 7-Meter | Feldtore |
| ------- | ---------- | ------ | ---- | ------- | -------- |
| 2012/13 | GWD Minden | 28     | 4    | 0       | 4        |
| 2013/14 | GWD Minden | 29     | 15   | 0       | 15       |
| 2014/15 | GWD Minden | 30     | 19   | 0       | 19       |
| gesamt  | gesamt     | 87     | 38   | 0       | 38       |

| Saison  | Verein     | Spiele | Tore | 7-Meter | Feldtore |
| ------- | ---------- | ------ | ---- | ------- | -------- |
| 2011/12 | GWD Minden | 23     | 4    | 0       | 4        |
| 2015/16 | GWD Minden | -      | -    | -       | -        |
| gesamt  | gesamt     | 23     | 4    | 0       | 4        |